# Perlivý mléčný čaj

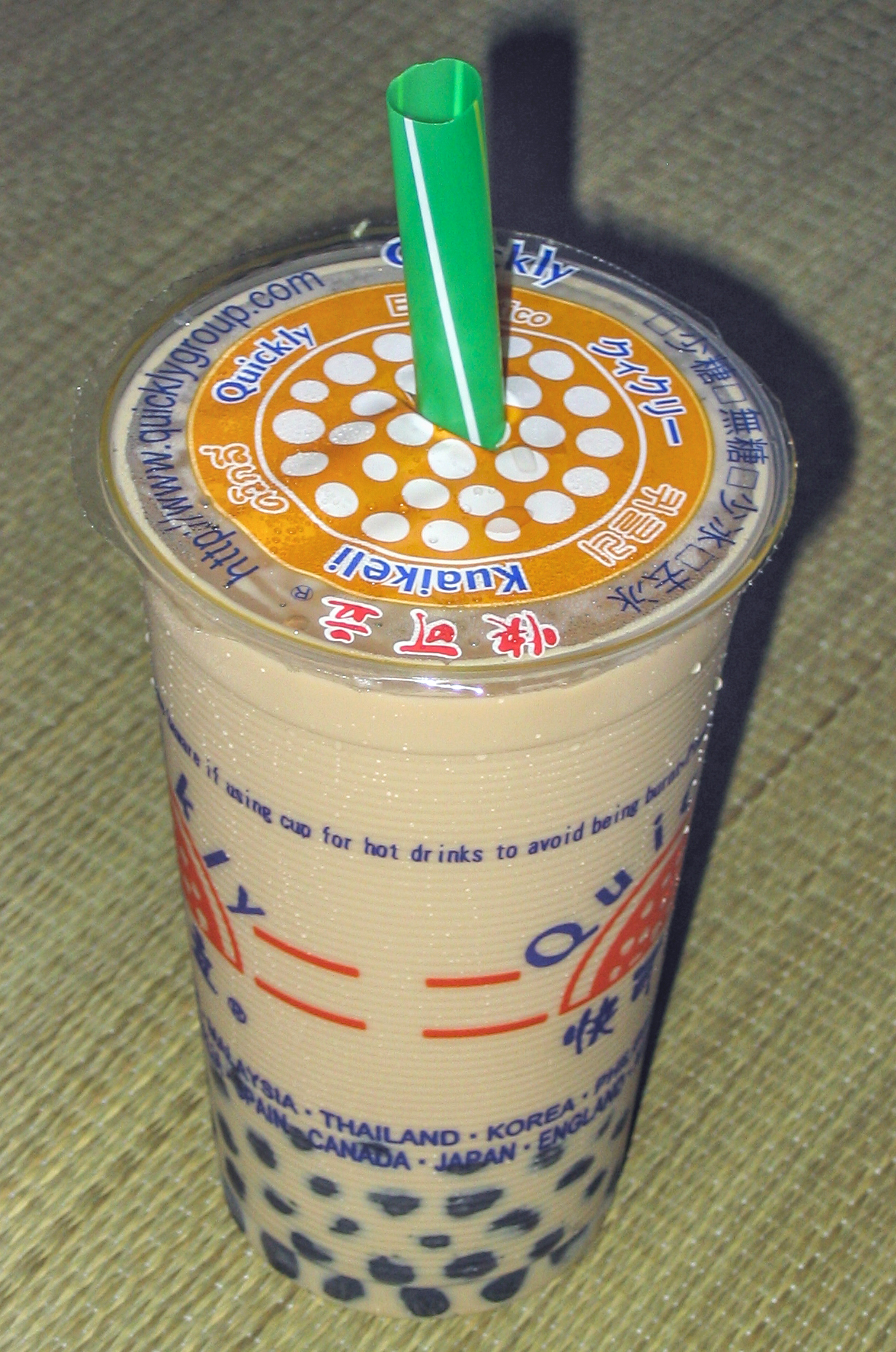
Bublinkový čaj

Bublinkový nebo také perlový čaj, anglicky bubble tea, je nápoj z čaje, popř. s mlékem, který vznikl v 80. letech 20. století na Tchaj-wanu, kde je velmi oblíbený. Prodává se rovnou na ulici či ve specializovaných čajovnách, kde si každý může vybrat ingredience, ze kterých se čaj připraví.
Vyrábí se smícháním mléka s čajem, ať už černým nebo zeleným, ovocným sirupem a cukrem. Čaj se podává studený, často s kostkami ledu. Kromě těchto základních ingrediencí se do něj může přidávat ovoce, květy ibišku, poupata růží či čokoláda. Ovšem nejoblíbenější druh tohoto čaje je „perličkový čaj“, do kterého se přidávají želé kuličky z tapioku (maniokový škrob). Jeho název vznikl díky jeho přípravě, po protřepání vznikne na povrchu nápoje pěna, která připomíná bublinky. Pije se tlustým brčkem (běžně 12mm), kterým projdou i želé kuličky. V dnešní době se do něj přidávají i nejrůznější želé či průhledné kuličky vyrobené z mořských řas plněné ovocnými sirupy, které mají svůj původ v molekulární gastronomii.
Perlivý čaj je vlastně v mnoha ohledech protikladem tradičního tchajwanského čaje. Za prvé – perlový čaj se obvykle podává studený, zatímco tradiční pití čaje dává vždy přednost horkému nápoji. Za druhé: Přidané sladké příchutě jej velmi odlišují od tradičního čaje, u něhož se vždy kladl důraz na autentické přírodní aroma. A za třetí – uvolněný a neformální způsob přípravy, podávání a konzumace perlivého čaje ostře kontrastuje s rafinovaným a obřadným stylem tradičního čajového umění, které bylo po dlouhou dobu hlavní podobou naší čajové kultury.
Chao-yi Tsai, Tchajpejská hospodářská a kulturní kancelář v České republice

## Historie
Tento čajový nápoj vznikl na Tchaj-wanu v průběhu osmdesátých let 20. století. Perlivý čaj se zde začal podávat na tržnicích ve stáncích s čajem. Mnoho stánkařů si chtělo vynález tohoto nápoje přivlastnit a dodnes se vlastně spekuluje, komu lze vděčit za to, že si na něm může každý pochutnávat. Historie se přiklání ke dvěma variantám: prvním možným vynálezcem bublinkového čaje by mohla být jistá slečna Lin Hsiu Hui, která pracovala v čajovně pana Tanga v Tchaj-čungu. Jako první přidala do čaje nasládlé perly tapioka během setkání v roce 1988. Nápoj se zalíbil natolik, že se stal jedním z nejprodávanějších franšízingových produktů. Druhým možným místem vzniku bublinkového čaje je čajovna Hanlin v městě Tchaj-nan, kterou vlastnil Tu Tsong-he. Ten přidával zprvu jen bílé tapioka, poté je vyměnil za tmavé jako jsou známy dnes. Od této doby se stal nápoj velice populárním, pouliční stánky s čajem se změnily ve specializované prodejny s perlivým čajem a expandovaly do Hongkongu, Kanady, USA a do mnoha dalších zemí včetně Česka.

## Typy bublinkového čaje
Základem každého perlivého čaje je čajová složka – zelený čaj, oolong či černý čaj. Bublinkový čaj se pak rozlišuje do různých typů podle ingrediencí, které se do něj přidávají. Všechny suroviny, které se na výrobu bublinkového čaje používají, jsou rostlinného původu.
Základní kategorií bublinkového čaje jsou Fresh bubble tea neboli osvěžující ledové čaje s ovocnými příchutěmi. Mezi ovocnými příchutěmi se nachází ty klasické jako pomeranč, jahoda přes tropický ananas, kiwi až k exotické kvajávě či marakuje. Další klasickou kategorií jsou Milky bubble tea, vyšlehané mléčné čajové nápoje. Během let se jejich podoba rapidně proměnila a přibylo také na příchutích. Kromě typicky mléčných chutí jako vanilka, kokos či čokoláda se míchají také s ovocnými, např. papája, borůvka, meloun atd. Ne příliš často jde narazit také na kategorii Frozen bubble tea neboli ovocné ledové tříště vyrobené z ovocných džemů, ledu a čaje.

## Topping
Bublinkový čaj dotváří až topping, který se nachází na dně kelímku. Základním a nejstarším druhem jsou perly tapioka, lehce nasládlé žvýkací kuličky velikosti perel, které se vyrábějí ze škrobu tropické rostliny maniok jedlý. Dalším druhem toppingu jsou pop boba, malé praskací kuličky s ovocnou šťávou uvnitř. Uvnitř jsou většinou šťávy s příchutí tropického ovoce. Rozšířené je také želé jako topping. Jedná se o žvýkací kokosové želé v mnoha příchutích. V současné době se lze setkat i s netradičními druhy toppingů, jako například pudink, želé, bazalková semínka nebo chia semínka.

## Podávání perlivého čaje
Na bublinkovém čaji je také zvláštní způsob jeho servírování. Podává se v umělohmotném kelímku, který je svrchu zavařen fólií. Ke každému nápoji se také přidává extra tlusté brčko s ostrým hrotem, kterým se fólie protrhne a nápoj je připraven ke konzumaci.